# Спирово (Волоколамский район)
Спирово — село в Волоколамском районе Московской области России. Относится к Теряевскому сельскому поселению, до муниципальной реформы 2006 года относилась к Теряевскому сельскому округу.

## География
Село Спирово расположено неподалёку от автодороги Р107 примерно в 18 км к северо-востоку от города Волоколамска. Ближайшие населённые пункты — деревни Рахманово, Еремеево, Валуйки и село Теряево. Автобусное сообщение с райцентром.

## Население
| 1859 | 1926 | 2002 | 2006 | 2010 |
| ---- | ---- | ---- | ---- | ---- |
| 31   | ↗33  | ↘0   | →0   | →0   |

## История
Село Спирово получило название в честь святителя Спиридона Тримифунтского. Село являлось родовой вотчиной преподобного Иосифа Волоцкого (Санина). Оно было пожаловано его прадеду, Александру «Сане», Дмитрием Донским. Затем село перешло к волоцким князьям. Когда в 1479 году преподобный Иосиф основал Иосифо-Волоцкий монастырь, и вскоре князь Борис Васильевич пожаловал село Спирово монастырю.

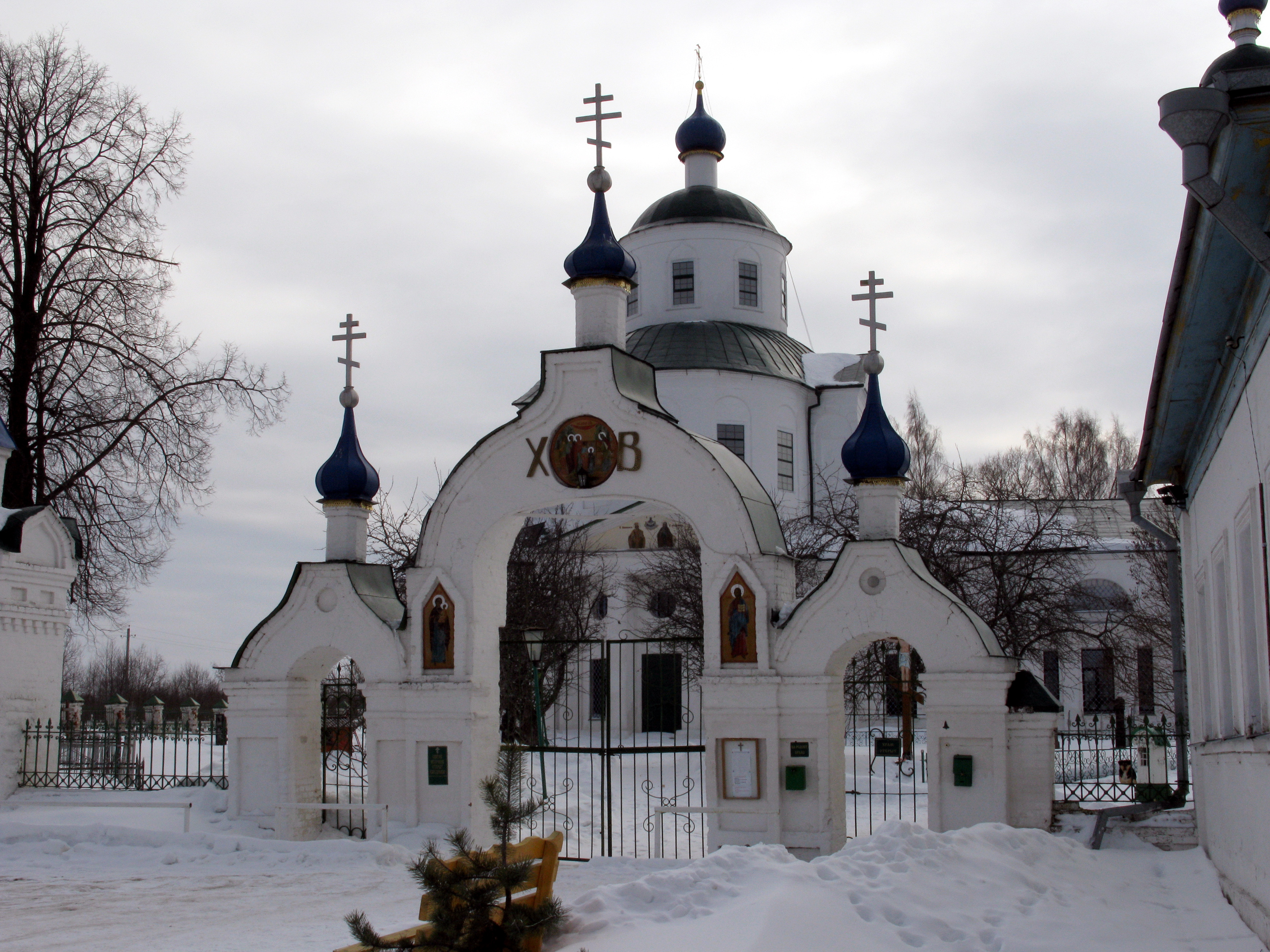
Церковь Введения во Храм Пресвятой Богородицы

На рубеже XV—XVI веков преподобный Иосиф основал в Спирове Божедомный богорадный монастырь с деревянной церковью в честь Ведения во храм Пресвятой Богородицы. Монастырь был рассчитан на 12 человек. Во время голода 1570 года погибли 11 из 12 иноков. После этого, вероятно, монастырь был упразднён, а храм стал приходским. В 1825 в селе была построена каменная церковь, сохранившаяся до наших дней.
В «Списке населённых мест» 1862 года Спирово — казённое село 2-го стана Волоколамского уезда Московской губернии по правую сторону Клинского тракта (из Волоколамска), в 18 верстах от уездного города, при колодце, с 7 дворами и 31 жителем (16 мужчин, 15 женщин).
По данным на 1890 год входило в состав Буйгородской волости Волоколамского уезда, здесь располагалось земское училище, число душ мужского пола составляло 34 человека.
В 1913 году — 4 двора, земское училище.
По материалам Всесоюзной переписи населения 1926 года — село Рахмановского сельсовета Буйгородской волости, проживало 33 жителя (17 мужчин, 16 женщин), насчитывалось 6 хозяйств, среди которых крестьянских — 4, имелась школа.
С 1929 года — населённый пункт в составе Волоколамского района Московской области.

## Достопримечательности
В селе Спирово расположена Церковь Введения во Храм Пресвятой Богородицы. Церковь имеет трапезную и многоярусную колокольню. Введенская церковь была построена в 1825 году на средства прихожан. В советское время церковь не закрывалась. Церковь Введения Богородицы в Спирово является памятником архитектуры федерального значения.